# Збуйно (гмина)
Збуйно (пол. Zbójno) — сельская гмина (волость) в Польше, входит как административная единица в Голюбско-добжинский повет, Куявско-Поморское воеводство. Население — 4517 человек (на 2004 год).

## Сельские округа
1. Адамки
2. Цепень
3. Дзялынь
4. Клёново
5. Лукашево
6. Оборы
7. Подолина
8. Рембёха
9. Рудуск
10. Руже
11. Ситно
12. Вельге
13. Войново
14. Збуенко
15. Збуйно
16. Зосин

## Соседние гмины
1. Гмина Бжузе
2. Гмина Хростково
3. Гмина Цехоцин
4. Гмина Черниково
5. Гмина Голюб-Добжинь
6. Гмина Кикул
7. Гмина Радомин